# 143
143 (CXLIII) var ett normalår som började en måndag i den julianska kalendern.

## Händelser

### Okänt datum
- Ett uppror av briganterstammen i Britannien krossas av Quintus Lollius Urbicus.
- Den romerske läkaren Antyllus utför den första arteriotomin.
- Herodes Atticus blir konsul i Rom.

## Födda
- Han Chongdi, kinesisk kejsare av Handynastin